# Дамм, Петер
Пе́тер Дамм (нем. Peter Damm; род. 27 июля 1937, Майнинген, Тюрингия) — немецкий валторнист и музыкальный педагог.

## Биография
Петер Дамм начал обучение музыке в возрасте 11 лет. Сначала занимался на скрипке, а в 1951 году начал играть на валторне. В 1957 году окончил Музыкальную академию Ференца Листа в Будапеште.
В 1959 году Дамм стал солистом группы валторн Гевандхауз-оркестра в Лейпциге, а в 1969—2002 годах был солистом Саксонского государственного оркестра в Дрездене. После своего ухода на пенсию в 2002 году стал почётным членом оркестра.
Дамм является профессором Дрезденской консерватории имени Карла Марии Вебера и почётным членом Международного общества валторнистов.